# Konstantin Błagodarow
Konstantin Władimirowicz Błagodarow (ros. Константин Владимирович Благодаров, ur. 29 lipca 1919 w Saratowie, zm. 22 czerwca 1951) – radziecki lotnik wojskowy, major, Bohater Związku Radzieckiego (1945).

## Życiorys
Urodził się w rodzinie robotniczej. Skończył szkołę średnią i aeroklub, od 1939 służył w Armii Czerwonej, w 1941 ukończył wojskową lotniczą szkołę pilotów w Bałaszowie, a w 1943 wojskowo-morską szkołę lotniczą. Od października 1943 uczestniczył w wojnie z Niemcami, walcząc w składzie Sił Powietrznych Floty Bałtyckiej i Czarnomorskiej. Brał udział w wyzwalaniu Półwyspu Tamańskiego, Przesmyku Karelskiego, opanowaniu wyspy Sarema, Teodozji, Sewastopola, Tallina, Memela (Kłajpedy), Lipawy, Gdyni i Gdańska. Był zastępcą dowódcy eskadry 8 gwardyjskiego pułku lotnictwa szturmowego 11 Dywizji Lotnictwa Szturmowego Sił Powietrznych Floty Bałtyckiej. Za wykonanie 130 lotów bojowych, zniszczenie 17 okrętów wroga i dużej ilości techniki wroga otrzymał tytuł Bohatera Związku Radzieckiego. Po wojnie nadal służył w lotnictwie morskim ZSRR. Zginął podczas wykonywania obowiązków służbowych. Został pochowany w Saratowie.

## Odznaczenia
- Złota Gwiazda Bohatera Związku Radzieckiego (20 kwietnia 1945)
- Order Lenina
- Order Czerwonego Sztandaru (czterokrotnie)
- Order Aleksandra Newskiego
- Order Wojny Ojczyźnianej I klasy
- Medal „Za zasługi bojowe”
- Medal „Za obronę Leningradu”
- Medal „Za zwycięstwo nad Niemcami w Wielkiej Wojnie Ojczyźnianej 1941–1945”